# Archipel du Sulcis
L'archipel du Sulcis (en italien Arcipelago del Sulcis ou Arcipelago sulcitano) se trouve à peu de distance de la côte de la Sardaigne, au sud-ouest, face à la péninsule du Sulcis. La superficie de l'archipel est de 160 km2.
Dans certaines zones de ces îles on parle un dialecte, le  tabarquin, reconnu comme une langue minoritaire par la législation régionale sarde.
Il s'agit d'une communauté d'environ 300 familles d'origine ligure, partie de Pegli, qui avait été installée au XVIe siècle sur l'île tunisienne de Tabarka, d'où elle fut chassée militairement par le bey de Tunis en 1741, et qui se réfugia sur les îles du Sulcis, où elle fonda les villes de Carloforte sur San Pietro et Calasetta sur celle de Sant'Antioco.

## Géographie
Font partie de l'archipel deux îles principales : l'île Sant'Antioco (108 km2) et l'île San Pietro (51 km2). Appartiennent en outre à l'archipel des Sulcis quelques petites îles, parmi lesquelles une seule est habitée, l'île Piana (0,2 km2), les autres étant l'Isola il Toro, l'Isola la Vacca, l'isola del Corno et l'isola dei Ratti.